# Ігор Ліба
Ігор Ліба (словац. Igor Liba; нар. 4 листопада 1960, Пряшів, Чехословаччина) — чехословацький хокеїст, лівий нападник.
Чемпіон світу 1985. Член зали слави словацького хокею (з 2005 року) та «Клубу хокейних снайперів» (294 закинуті шайби).

## Клубна кар'єра
У чемпіонаті Чехословаччини грав за ВСЖ із м. Кошиці (1979-1992 з переривами) та їглавську «Дуклу» (1982-1984). У складі армійського клубу двічі вигравав національний чемпіонат (1983, 1984). В 1984 році був визнаний найкращим хокеїстом року у Чехословаччині. Всього в чемпіонаті Чехословаччини закинув 229 шайб.
Сезон 1988-89 провів у Національній хокейній лізі. Виступав за «Нью-Йорк Рейнджерс» та «Лос-Анджелес Кінгс».
У наступні роки грав за швейцарський «Біль», італійський «Кавалезе, австрійський «Цельтвег» та словацькі клуби «Кошиці», «Спишська Нова Вес» і «Пряшів».

## Виступи у збірній
У складі національної збірної був учасником трьох Олімпіад (1984, 1988, 1992). На іграх у Сараєво здобув срібну нагороду, а через вісім років у Альбервілі — бронзову.
Брав участь у шести чемпіонатах світу та Європи (1982, 1983, 1985-1987, 1992). Чемпіон світу 1985; другий призер 1982, 1983; третій призер 1987, 1992. На чемпіонатах Європи — три срібні (1983, 1985, 1987) та одна бронзова нагорода (1982). Учасник Кубків Канади 1984, 1987 (11матчів, 2 голи). 
На чемпіонатах світу та Олімпійських іграх провів 73 матчі (23 закинуті шайби), а всього у складі збірної Чехословаччини — 210 матчів (65 голів).
Провів одну гру у складі збірної Словаччини.

## Нагороди та досягнення
| Нагороди                 | Команда          | Кіл. | Роки             |
| ------------------------ | ---------------- | ---- | ---------------- |
| Олімпійські ігри         |                  |      |                  |
| Срібло                   | Чехословаччина   | 1    | 1984             |
| Бронза                   | Чехословаччина   | 1    | 1992             |
| Чемпіонат світу          |                  |      |                  |
| Золото                   | Чехословаччина   | 1    | 1985             |
| Срібло                   | Чехословаччина   | 2    | 1982, 1983       |
| Бронза                   | Чехословаччина   | 2    | 1987, 1992       |
| Чемпіонат Європи         |                  |      |                  |
| Срібло                   | Чехословаччина   | 3    | 1983, 1985, 1987 |
| Бронза                   | Чехословаччина   | 1    | 1982             |
| Чемпіонат Чехословаччини |                  |      |                  |
| Золото                   | «Дукла» (Їглава) | 2    | 1983, 1984       |
| Чемпіонат Словаччини     |                  |      |                  |
| Золото                   | «Кошиці»         | 1    | 1999             |